# الشيخ محمد أبو طالب
الشيخ محمد أبو طالب فقيه عالم وصوفي من مواليد 1102 هـ  يمازونة له إطلاع على العلوم الفقهية والكلاَميةْ اشتهر بنزعته الصُوفيةْ وحماسه الديني شَارح " الصُغرى " للسنوسي التلمسانيْ في التوحيد .

## حياته

### نسبه
هو: محمد أبو طالب بن علي بن عبد الرحمان بن محمد بن شارف بن احمد بن علي بن عبد العزيز بن علي بن منصور بن محمد بن أعمر البلدوي نسباً إلى جماعة العيديون وجدهم اسمه محمد بن عبد الله بن موسى ابن مسعود بن الحسن بن سليمان بن ابراهيم بن عيسى بن محمد بن احمد ابن إدريس الاكبر بن عبد الله الكاملْ.

### جهاده
قس عام 1792 توجه على رأس 200 طالب في المشاركة ْ في الجهاد ضد الاسبان و في فتح وِهران خرج بهم من مدينة معسكر بعد أن انتقل إليها من مازونة وكان معه ولده سيدي هني حيث أضافه الباي إلى أعضاء قيادة الرباط ووقعت المعركة بمسرغين أصيب خلال الشيخ أَبو طالب بجروح في المكان المسمى اليوم ببوهني بين سيق والمحمدية واستشهد الابن سيدي هني خلال هذه المعركة ونقل جثمانه إلى مازونة ودُفن هُناك .

## وفاته
توفي الشيخ أَبوطالب فقد وهو كبير السن في سنة 1818م

## طلابه
- محمد بن علي السنوسي المجاهري 1791م - 1859م
- الشيخ أبو راس الناصري 1738-1823

## وصلات خارجية
- الشيخ أبو طالب المازوني من خالل مخطوط:"الكوكب الثاقب في أسانيد الشيخ أبي طالب" للشيخ عبد القادر بن المختار الخطابي المجاهري

## أنظر أيضا
- يحي المازوني
- مدرسة مازونة الفقهية